# تریت (آرکانزاس)
تریت (به انگلیسی: Treat) یک منطقهٔ مسکونی در ایالات متحده آمریکا است که در شهرستان پوپ، آرکانزاس واقع شده‌است. تریت ۲۳۲٫۸۷ متر بالاتر از سطح دریا واقع شده‌است.